# Marie-Jane Pruvot
Marie-Jane Pruvot (ur. 13 grudnia 1922 w Pont-l’Évêque, zm. 8 grudnia 2022 w Caen) – francuska polityk i samorządowiec, posłanka do Parlamentu Europejskiego I kadencji.

## Życiorys
Działała w Unii na rzecz Demokracji Francuskiej. W 1979 wybrano ją posłanką do Parlamentu Europejskiego, gdzie przystąpiła do frakcji liberalno-demokratycznej. Należała do Komisji ds. Młodzieży, Kultury, Edukacji, Informacji i Sportu, Komisji ds. Środowiska Naturalnego, Zdrowia Publicznego i Ochrony Konsumentów oraz Komisji ds. Stosunków Gospodarczych z Zagranicą. W latach 1983–1995 mer Andrésy.
Jej wnuczka Claire Pruvot zajęła się żeglarstwem, uczestniczyła w igrzyskach olimpijskich. Jej imieniem nazwano jedną z ulic Andrésy.